# Rejencja frankfurcka

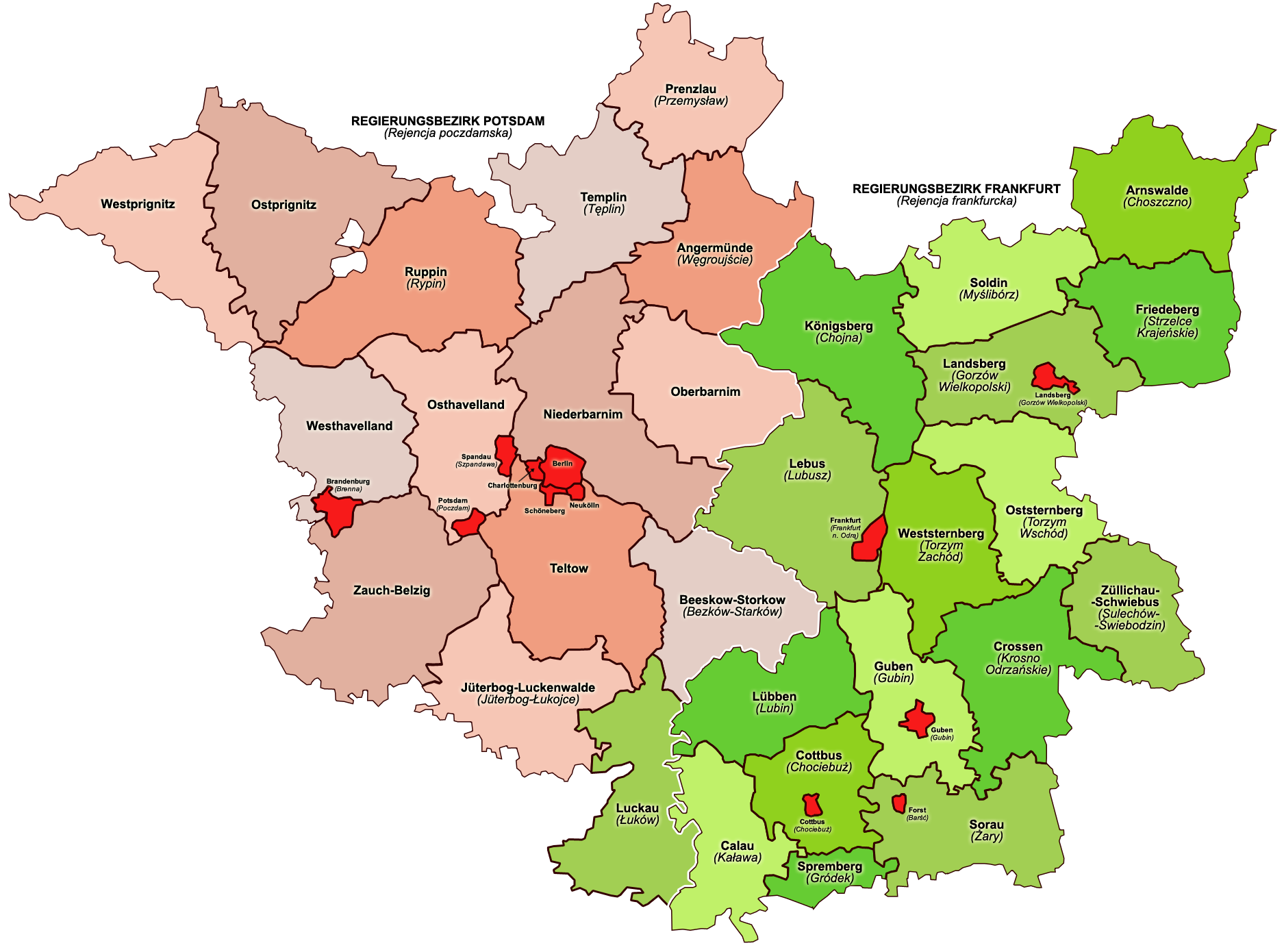
Prowincja Brandenburgia z zaznaczonym podziałem na rejencje i powiaty

Rejencja frankfurcka (niem. Regierungsbezirk Frankfurt) – pruska i niemiecka jednostka administracyjna istniejąca na terenie prowincji Brandenburgia w latach 1815–1945. Obecnie na jej terenie leży kraj związkowy Brandenburgia, wschodnia część należy do Polski.

## Historia
Rejencja została utworzona wraz z prowincją Brandenburgia w roku 1815 i obejmowała wschodnią część prowincji. W 1938 roku w związku z likwidacją Marchii Granicznej z rejencji odłączono powiat choszczeński i strzelecki, a dołączono powiaty babimojski, międzyrzecki i skwierzyński. Po II wojnie światowej tereny rejencji na wschód od Odry włączono do Polski, a pozostała część znalazła się w radzieckiej strefie okupacyjnej i później została włączona do NRD.

## Podział administracyjny
Stolica: Frankfurt nad Odrą (Frankfurt (Oder))
Powiaty grodzkie (Stadtkreise):
1. Chociebuż Cottbus (od 1886)
2. Forst (Lausitz) (od 1897)
3. Frankfurt nad Odrą Frankfurt (Oder) (od 1826)
4. Gubin Guben(od 1884)
5. Landsberg (Warthe) (od 1892)

Powiaty ziemskie (Landkreise):
1. Arnswalde (do 1938)
2. Calau
3. Cottbus
4. Crossen (Oder)
5. Cüstrin (do 1836)
6. Friedeberg Nm.
7. Guben
8. Königsberg Nm.
9. Landsberg (Warthe)
10. Lebus (siedziba powiatu do 1863 we Frankfurcie nad Odrą, później w Seelow)
11. Luckau
12. Lübben (Spreewald)
13. Międzyrzecz (od 1938)
14. Oststernberg (od 1873; siedziba w Zielenzig)
15. Schwerin (Warthe) (od 1938)
16. Soldin
17. Sorau (Lausitz)
18. Spremberg (Lausitz)
19. Sternberg (do 1873)
20. Weststernberg (od 1873; siedziba w Reppen)
21. Züllichau-Schwiebus (siedziba w Züllichau)